# Miss Universo 2008

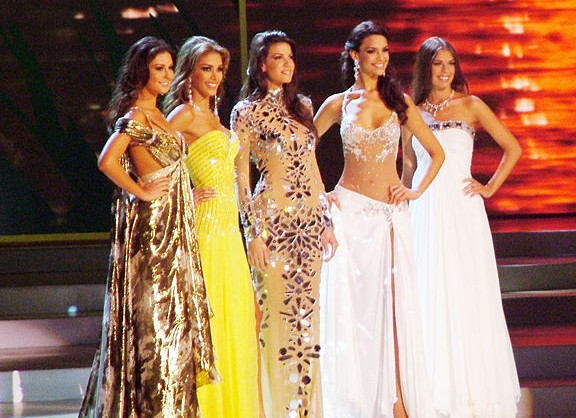
Top 5 do Miss Universo 2008:Taliana Vargas (COL), Dayana Mendoza (VEN), Marianne Cruz (DOM), Elisa Najera (MEX) e Vera Krasova (RUS), a única não-latina.

Miss Universo 2008 foi a 57ª edição do concurso, realizada no dia 13 de julho no Crown Convention Center do Diamond Bay Resort, em Nha Trang, Vietnã. Oitenta candidatas de todo mundo concorreram ao título, conquistado pela venezuelana Dayana Mendoza, o quinto deste país. Esta foi a primeira grande produção norte-americana realizada no país desde a Guerra do Vietnã e a primeira edição do Miss Universo num país oficialmente comunista.
Transmitido internacionalmente em inglês pela NBC e em espanhol pela Telemundo,além da geração local pela VTV para mais de 180 países, foi visto por cerca de 1 bilhão de pessoas pela televisão e 7.500 ao vivo, que lotaram o Crown Convention Center.A final do concurso começou as 8h da manhã no Vietnã, para que a transmissão ao vivo começasse às 21:00 da costa leste dos Estados Unidos, do outro lado do mundo,o chamado "prime time" da televisão. O governo vietnamita investiu cerca de US$20 milhões de dólares no evento, incluindo US$7 milhões na construção  do centro de convenções no complexo hoteleiro de Diamond Bay, para promover o turismo estrangeiro ao país.

## Escolha da cidade-sede
Na coletiva realizada após a coroação de Riyo Mori como Miss Universo 2007, Donald Trump anunciou que três cidades estavam na disputa para receber o concurso do ano seguinte, Pequim, Tóquio e Moscou . No entanto, em agosto representantes da Miss Universe Organization visitaram outras cidades candidatas, entre elas Dubai e Hanói. No mês seguinte, autoridades de Nha Trang, no Vietnã, apresentaram sua proposta oficial para receber o concurso de 2008 e a cidade foi confirmada como  sede em 27 de novembro de 2007 pelo site oficial da organização. O país estava ausente do concurso há 3 anos. Numa situação semelhante, Taiwan retornou ao concurso em 1988 após 24 anos de hiato, quando foi escolhida como sede daquela edição.
Esta foi a nona edição do Miss Universo realizada na Ásia, a primeira realizada no Vietnã e a primeira em um país de governo socialista. Antes, o evento foi realizado em Manila por duas vezes em 1974 e 1994, Bangcoc também  por duas vezes, em 1992 e 2005, Victoria City em 1976, Seul em 1980, Singapura em 1987 e Taipé em 1988.

## Evento
Toda a competição durou quase 30 dias, em que as candidatas visitaram diversas cidades do país como a capital Ho Chi Min, Da Nang, Hanói e outras, fazendo desta uma das mais longas edições do Miss Universo. O evento se caracterizou por uma grande e rica produção, com um enorme palco colorido, e elegante e em diversos momentos do show foram mostradas diversas características do Vietnã: atual, cosmopolita, tradicional e agrícola ao mesmo tempo, com seus bem preservados templos budistas antigos e magníficos terraços, que foram recuperados após o fim da Guerra do Vietnã. 
Tanto os analistas e das casas de apostas desde a chegada das candidatas no país,apostavam suas fichas na Miss Venezuela, Dayana Mendoza como a grande favorita,por suas características pessoais como a beleza única,a sua simpatia radiante e a sua presença de palco.Segundo estas fontes a grande concorrente de Mendonza seria a colombiana Taliana Vargas enquanto que as Misses México,República Dominicana e Estados Unidos corriam por trás.Sem muitas surpresas,o Top 15 foi chamado na seguinte ordem,a grande favorita Venezuela,a estreante Kosovo,México,Vietnã,África do Sul,Austrália,Japão,República Dominicana,Itália,Colômbia,Rússia,Hungria,República Tcheca,Estados Unidos e Espanha.A grande zebra da noite foi a classificação da local Nguyễn Thùy Lâm que não aparecia em nenhuma das enquetes preliminares do concurso..A etapa seguinte a este anúncio,houve a competição do traje de banho,com a primeira apresentação na televisão da ainda desconhecida Lady Gaga logo depois do término desta etapa o Top 10 foi anunciado nesta ordem:Kosovo,Austrália,Espanha,México,Colômbia,Estados Unidos,República Dominicana,Rússia,Itália e Venezuela.Durante etapa,aconteceu o momento mais deprimente da noite.Pelo segundo ano consecutivo, a Miss USA acabou tropeçando no seu vestido de noite e consequentemente caiu na passarela.Entretanto,Crystle Stewart não teve a mesma sorte de Rachel Smith,no ano anterior,que acabou ficando em quinto lugar.Com o tombo,Stewart acabou perdendo suas chances de classificação entre as 5 primeiras,ficando em um deprimente oitavo lugar. o Top 5 foi formado por quatro latinas – Venezuela, Colômbia, México, República Dominicana – e uma única europeia,a Miss Rússia,Vera Krasova. No Miss Rússia 2007,ela havia sido a terceira colocada  e acabou sendo enviada ao Miss Universo depois que a vencedora do concurso nacional, Ksenia Sukhinova,optou por não competir no Miss Universo para se concentrar nos testes finais de seu curso na faculdade.Algum tempo mais tarde, Sukhinova acabou sendo enviada ao Miss Mundo do ano seguinte e se tornou a segunda russa na história a ganhar o concurso,a primeira foi Julia Kourotchkina em 1992.
Logo após os desfiles de traje de noite, parecia que a preferência dos jurados e do público começava a desviar para a colombiana Vargas,deixando um pouco a megafavorita Mendoza de lado, mas Mendoza conseguiu reverter esta situação graças a sua personalidade esfuziante,o seu carisma único e a naturalidade de sua resposta na pergunta final . Depois de um apático desfile final de despedida de Riyo Mori, a Miss Universo 2007, usando um smoking feminino, algo que aconteceu pela primeira vez na história,houve o anúncio das cinco posições finais: Miss México, Elisa Nájera, ficou em 5º lugar, a russa Krasova em 4º e dominicana Marianne Cruz, em 3º, deixando a venezuelana Mendoza e a colombiana Taliana sozinhas de mão dadas no palco. O anúncio da vencedora em seguida fez a Colômbia amargar pela quarta vez um segundo lugar no Miss Universo Assim,Dayana Mendoza se tornou a quinta venezuelana a se tornar Miss Universo,quebrando um hiato de 12 anos para o país,já que a última venezuelana a ganhar o concurso foi a polêmica Alicia Machado em 1996.
Considerada a terceira mais bela Miss Universo de todos os tempos pelos portais internacionais de concursos de beleza, Dayana Mendoza é reconhecida até hoje por causa de seu grande carisma durante o seu reinado,e também é lembrada como tendo feito um grande trabalho pela Miss Universe Organization.

## Resultados
| Colocação                | Candidata                                                                  | País/Território                                             |
| ------------------------ | -------------------------------------------------------------------------- | ----------------------------------------------------------- |
| Miss Universo 2008       | Dayana Mendoza                                                             | Venezuela                                                   |
| 2º lugar                 | Taliana Vargas                                                             | Colômbia                                                    |
| 3º lugar                 | Marianne Cruz                                                              | República Dominicana                                        |
| 4º lugar                 | Vera Krasova                                                               | Rússia                                                      |
| 5º lugar                 | Elisa Nájera                                                               | México                                                      |
| Semifinalistas (Top 10): | Zana Krasniqi Claudia Moro Crystle Stewart Claudia Ferraris Laura Dundovic | Kosovo · Espanha · Estados Unidos · Itália · Austrália      |
| Semifinalistas (Top 15): | Eliška Bučková Jázmin Dammak Tansey Coetzee Hiroko Mima Nguyễn Thùy Lâm    | República Tcheca · Hungria · África do Sul · Japão · Vietnã |
| Premiações especiais     |                                                                            |                                                             |
| Miss Simpatia            | Rebecca Moreno                                                             | El Salvador                                                 |
| Melhor Traje Típico      | Gavintra Photijak                                                          | Tailândia                                                   |

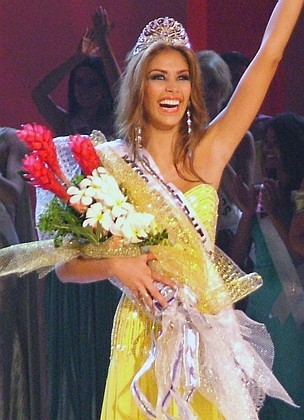
Dayana Mendoza, Miss Universo 2008

- O tradicional prêmio de Miss Fotogenia não foi entregue este ano. [1]

## Jurados[1]
- Jennifer Hawkins – Miss Universo 2004
- Roberto Cavalli – estilista italiano
- Nadine Velazquez – atriz da série de televisão My Name is Earl
- Louis Licari – cabeleiro de celebridades
- Donald Trump Jr. – vice-presidente executivo da Trump Organization
- Nguyen Cong Che – jornalista vietnamita
- Joe Cinque – presidente da American Academy of Hospitality Sciences
- Taryn Rose – estilista de sapatos
- Eesha Koppikhar – atriz e cantora indiana

## Candidatas
Em negrito, a candidata eleita Miss Universo 2008. Em itálico, as semifinalistas.
| - África do Sul - Tansey Coetzee - Albânia - Matilda Mecini - Alemanha - Madina Taher - Angola - Lesliana Pereira - Antígua e Barbuda - Athina James - Argentina - Silvana Belli - Aruba - Tracey Nicolaas - Austrália - Laura Dundovic - Bahamas - Sacha Scott - Bélgica - Alizée Poulicek - Bolívia - Katherine David - Brasil - Natálya Anderle - Canadá - Samantha Tajik - Cazaquistão - Alfina Nasyrova - China - Wei Ziya - Chipre - Demetra Sergiou - Colômbia - Taliana Vargas (2º) - Coreia do Sul - Sun Lee - Costa Rica - Maria Rodríguez - Croácia - Snježana Lončarević - Curaçau - Jennifer Mercelina - Dinamarca - Marie Sten-Knudsen - Egito - Yara Naoum - El Salvador - Rebeca Moreno - Equador - Doménica Saporitti - Eslováquia - Sandra Manáková - Eslovênia - Anamarija Avbelj - Espanha - Claudia Moro - Estados Unidos - Crystle Stewart - Estônia - Julia Kovaljova - Filipinas - Jennifer Barrientos - Finlândia - Satu Tuomisto - França - Laura Tanguy - Gana - Yvette Nsiah - Geórgia - Gvantsa Daraselia - Grã-Bretanha - Lisa Lazarus [i] - Grécia - Dionysia Koukiou - Guam- Siera Robertson - Guatemala - Jennifer Chiong - Honduras - Diana Barraza | - Hungria - Jázmin Dammak - Ilhas Caimã - Rebecca Parchment - Ilhas Maurício - Olivia Carey - Índia - Simran Kaur - Indonésia - Putri Raemawasti - Irlanda - Lynn Kelly - Israel - Shunit Faragi - Itália - Claudia Ferraris - Jamaica - April Jackson - Japão - Hiroko Mima - Kosovo - Zana Krasniqi - Malásia - Levy Li - México - Elisa Najera (5º) - Montenegro - Daša Živković - Nicarágua - Thelma Rodríguez - Nigéria - Stephanie Oforka - Noruega - Mariann Birkedal - Nova Zelândia - Samantha Powell - Países Baixos - Charlotte Labee - Panamá - Carolina Dementiev - Paraguai -Giannina Rufinelli - Peru - Karol Castillo - Polônia - Barbara Tatara - Porto Rico - Ingrid Rivera - República Dominicana - Marianne Cruz (3º) - República Tcheca - Eliška Bučková - Rússia - Vera Krasova (4º) - Sérvia - Bojana Borić - Singapura - Shenise Wong - Sri Lanka - Aruni Rajapakse - Suíça - Amanda Ammann - Tailândia - Gavintra Photijak - Tanzânia - Amanda Ole Sulul - Trinidad e Tobago - Anya Ayoung-Chee - Turks e Caicos - Angelica Lightbourne - Turquia - Sinem Sülün - Ucrânia - Eleonora Masalab - Uruguai - Paula Díaz - Venezuela - Dayana Mendoza (MU) - Vietnã - Thùy Lâm Nguyen |

- ↑i  A partir deste ano a candidata britânica passou a competir com a faixa de Grã-Bretanha, após a recompra da franquia do Miss Universo no Reino Unido pela agência de modelos galesa Vibe Models, que criou o Miss Universe GB, exclusivamente para escolher uma candidata do país ao Miss Universo. Até 1990 as candidatas britânicas eram três, concorrendo como Inglaterra, Escócia e País de Gales; entre 1991 e 2006 uma única candidata competia como Reino Unido.[9]